# FC Dinamo București în sezonul 1979-1980
Sezonul 1979-80 este al 31-lea sezon pentru FC Dinamo București în Divizia A. Schimbarea de pe banca tehnică a lui Ion Nunweiller cu Angelo Niculescu nu a adus rezultatele scontate, și Dinamo nu contează în lupta pentru titlu, încheind la mare distanță de primele două clasate, și nici în Cupa României, unde părăsește competiția încă din primul tur, în duelul cu divizionara secundă Rapid București. În Cupa UEFA, Dinamo depășește primul tur, după un incredibil 9-0 în deplasare cu Alki Larnaca, dar în runda secundă este eliminată de echipa germană Eintracht Frankfurt, după prelungiri în manșa retur.

## Rezultate
| Divizia A | Divizia A          | Divizia A             | Divizia A | Divizia A |
| Etapa     | Data               | Adversar              | Stadion   | Rezultat  |
| --------- | ------------------ | --------------------- | --------- | --------- |
| 1         | 12 august 1979     | Chimia Râmnicu Vâlcea | acasă     | 2-0       |
| 2         | 19 august 1979     | SC Bacău              | deplasare | 0-1       |
| 3         | 24 august 1979     | Sportul Studențesc    | acasă     | 0-0       |
| 4         | 2 septembrie 1979  | Olimpia Satu Mare     | acasă     | 2-0       |
| 5         | 5 septembrie 1979  | FC Argeș              | deplasare | 1-1       |
| 6         | 9 septembrie 1979  | Steaua București      | deplasare | 1-1       |
| 7         | 15 septembrie 1979 | ASA Târgu Mureș       | acasă     | 5-1       |
| 8         | 23 septembrie 1979 | U Craiova             | deplasare | 0-1       |
| 9         | 29 septembrie 1979 | Poli Timișoara        | acasă     | 1-1       |
| 10        | 8 octombrie 1979   | U Cluj                | deplasare | 1-0       |
| 11        | 20 octombrie 1979  | Poli Iași             | acasă     | 4-1       |
| 12        | 27 octombrie 1979  | CS Târgoviște         | deplasare | 1-3       |
| 13        | 3 noiembrie 1979   | FCM Galați            | acasă     | 1-1       |
| 14        | 11 noiembrie 1979  | FC Olt                | deplasare | 3-2       |
| 15        | 14 noiembrie 1979  | FC Baia Mare          | acasă     | 4-0       |
| 16        | 21 noiembrie 1979  | Jiul Petroșani        | deplasare | 1-3       |
| 17        | 25 noiembrie 1979  | Gloria Buzău          | acasă     | 2-1       |
| 18        | 2 decembrie 1979   | Chimia Râmnicu Vâlcea | deplasare | 1-3       |
| 19        | 5 decembrie 1979   | SC Bacău              | acasă     | 1-0       |
| 20        | 2 martie 1980      | Sportul Studențesc    | deplasare | 1-2       |
| 21        | 8 martie 1980      | Olimpia Satu Mare     | deplasare | 3-0       |
| 22        | 12 martie 1980     | FC Argeș              | acasă     | 3-2       |
| 23        | 16 martie 1980     | Steaua București      | acasă     | 1-1       |
| 24        | 23 martie 1980     | ASA Târgu Mureș       | deplasare | 0-0       |
| 25        | 26 martie 1980     | U Craiova             | acasă     | 2-2       |
| 26        | 6 aprilie 1980     | Poli Timișoara        | deplasare | 0-1       |
| 27        | 9 aprilie 1980     | U Cluj                | acasă     | 1-2       |
| 28        | 13 aprilie 1980    | Poli Iași             | deplasare | 0-1       |
| 29        | 20 aprilie 1980    | CS Târgoviște         | acasă     | 1-2       |
| 30        | 26 aprilie 1980    | FCM Galați            | deplasare | 0-2       |
| 31        | 4 mai 1980         | FC Olt                | acasă     | 3-0       |
| 32        | 11 mai 1980        | FC Baia Mare          | deplasare | 1-0       |
| 33        | 21 mai 1980        | Jiul Petroșani        | acasă     | 2-2       |
| 34        | 25 mai 1980        | Gloria Buzău          | deplasare | 1-0       |

| Cupa României | Cupa României    | Cupa României   | Cupa României | Cupa României |
| Etapa         | Data             | Adversar        | Stadion       | Rezultat      |
| ------------- | ---------------- | --------------- | ------------- | ------------- |
| șaisprezecimi | 9 decembrie 1979 | Rapid București | deplasare     | 1-2           |

| Legendă    |
| ---------- |
| victorie   |
| egal       |
| înfrângere |

## Cupa UEFA
Turul întâi
| 19 septembrie 1979 | Dinamo București                                                | 3 – 0 | Alki Larnaca | Stadionul Dinamo, București Spectatori: 17.000 Arbitru: Hoxha (Albania) |
| 19 septembrie 1979 | Gheorghe Mulțescu 33' Dudu Georgescu 39' Cristian Vrînceanu 62' |       |              | Stadionul Dinamo, București Spectatori: 17.000 Arbitru: Hoxha (Albania) |

| 4 octombrie 1979 | Alki Larnaca | 0 – 9 | Dinamo București | Stadion Neo GES, Larnaka Spectatori: 3.000 Arbitru: Morgan (Țara Galilor) |
| 4 octombrie 1979 |              | Dudu Georgescu 10', 46', 67' Ionel Augustin 20' Cristian Vrînceanu 22', 77' Cornel Țălnar 51' Gheorghe Mulțescu 52' Ion Moldovan 62' |                  | Stadion Neo GES, Larnaka Spectatori: 3.000 Arbitru: Morgan (Țara Galilor) |

Dinamo s-a calificat mai departe cu scorul general de 12-0.
Turul al doilea
| 24 octombrie 1979 | Dinamo București                                | 2 – 0 | Eintracht Frankfurt | Stadionul Dinamo, București Spectatori: 20.000 Arbitru: Foote (Scoția) |
| 24 octombrie 1979 | Gheorghe Mulțescu 20' (pen.) Ionel Augustin 88' |       |                     | Stadionul Dinamo, București Spectatori: 20.000 Arbitru: Foote (Scoția) |

| 7 noiembrie 1979 | Eintracht Frankfurt                                   | 3 – 0 (d.p.) | Dinamo București                        | Waldstadion, Frankfurt Spectatori: 45.000 Arbitru: Fredriksson (Suedia) |
| 7 noiembrie 1979 | Cha Bum-kun 73' Bernd Hölzenbein 90' Bernd Nickel 93' |              | Gheorghe Mulțescu 85' · Cornel Dinu 93' | Waldstadion, Frankfurt Spectatori: 45.000 Arbitru: Fredriksson (Suedia) |

Eintracht Frankfurt s-a calificat mai departe cu scorul general de 3-2.

## Echipa
Portari: Constantin Eftimescu, Constantin Traian Ștefan.
Fundași: Adrian Bădilaș, Florin Cheran, Cornel Dinu, Teodor Lucuță, Alexandru Szatmaryi.
Mijlocași: Ionel Augustin, Alexandru Custov, Ion Marin, Ion Moldovan, Gheorghe Mulțescu, Nelu Stănescu.
Atacanți: Ion Apostol, Dudu Georgescu, Emilian Tevi, Cornel Țălnar, Cristian Vrînceanu.